# أنجيلا بارنز
أنجيلا بارنز (بالإنجليزية: Angela Barnes)‏ هي كوميدية ارتجالية وممثلة بريطانية، ولدت في 9 نوفمبر 1976 في Sidcup ‏ في المملكة المتحدة. من الجوائز التي نالتها BBC New Comedy Award ‏ سنة 2011.

## جوائز
- BBC New Comedy Award [الإنجليزية]‏ (2011)

## وصلات خارجية
- الموقع الرسمي
- أنجيلا بارنز على موقع IMDb (الإنجليزية)
- أنجيلا بارنز على موقع ميوزك برينز (الإنجليزية)
- أنجيلا بارنز على موقع قاعدة بيانات الفيلم (الإنجليزية)